# Mare de Déu del Remei (Alacant)
La Mare de Déu del Remei, més conegut com Verge del Remei, és un barri de la ciutat d'Alacant. Segons el cens de l'any 2022 compta amb un total de 16.253 habitants (8.488 homes i 7.765 dones). Aquest barri està delimitat per Ciutat Jardí al nord, Lo Morant-San Nicolau de Bari al sud, Rabassa i la Tómbola a l'oest, i Joan XXIII, Bonavista de la Creu, les Quatre-centes Vivendes i la Mare de Déu del Carme al costat de Colònia Requena a l'est. El seu codi postal és el 03011.